# MS Dockville
Le MS Dockville, anciennement Dockville, est un festival de musique et d'arts organisé dans le quartier de Wilhelmsburg, à Hambourg, sur le Reiherstieg, en Allemagne. Il a lieu pour la première fois en 2007. Une grande partie du site du festival se trouve derrière la digue principale du Reiherstieg, donc sur une zone non protégée contre les inondations.
La particularité du MS Dockville est un mélange de musique et d'arts plastiques. Le magazine artistique KUNST Magazin a ainsi écrit à propos du festival : « Contrairement aux grands festivals de musique ou aux galeries d'art, où il s'agit de consommer le plus possible en peu de temps, c'est l'expérience collective, dans laquelle les visiteurs s'impliquent eux-mêmes, qui prime ici. »

## Histoire

### 2007–2009

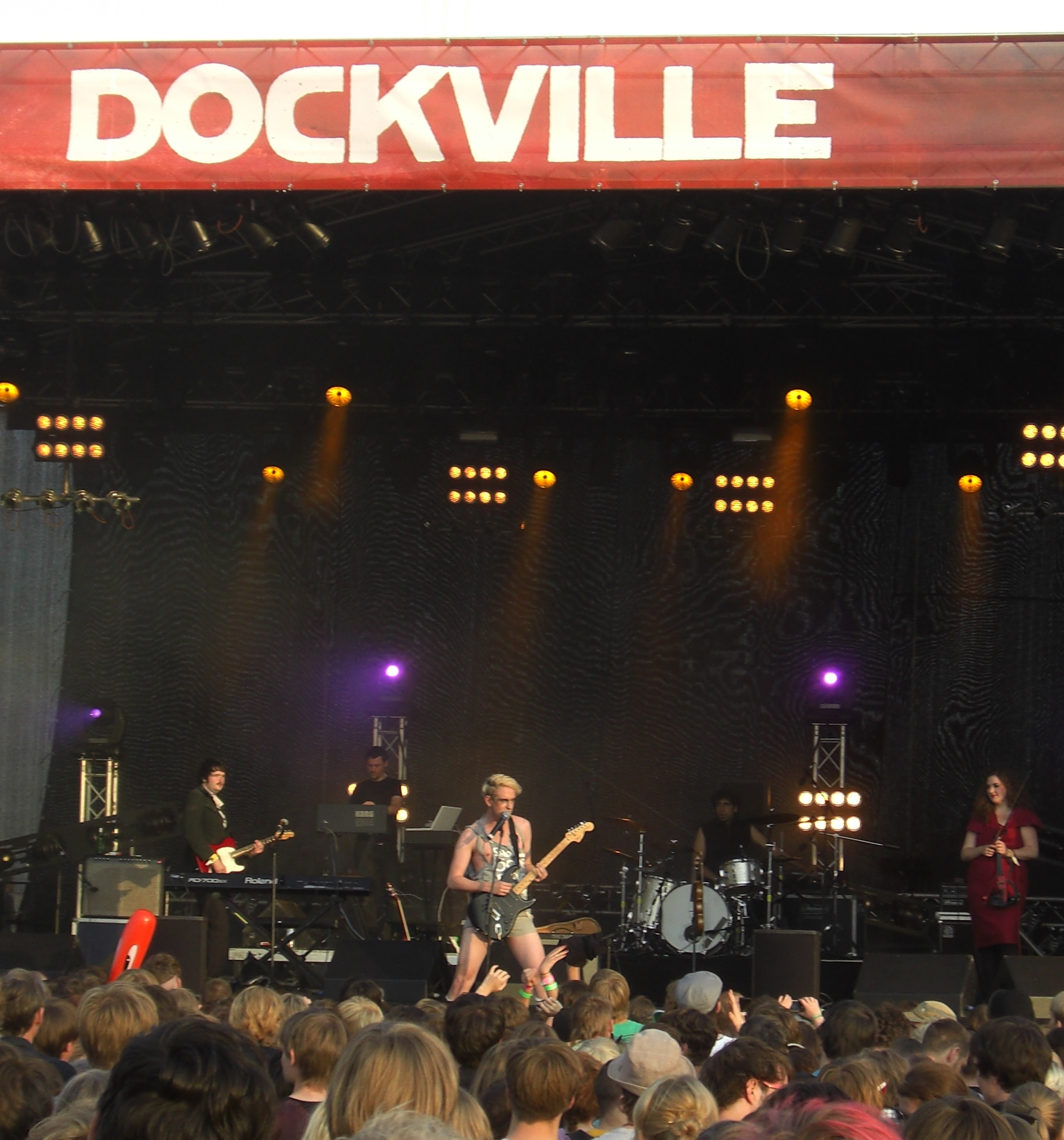
Patrick Wolf au MS Dockville 2009.

En 2007, le MS Dockville est organisé pour la première fois sous la forme d'un festival de musique et d'art de deux jours qui a attiré environ 5 000 visiteurs. Les têtes d'affiche musicales étaient le duo allemand de pop 2raumwohnung et le groupe Tocotronic. La direction artistique est assurée par Daniel Richter.
En 2008, le festival est étendu à trois jours : il se déroule du vendredi 15 août 2008 au dimanche 17 août 2008. Les têtes d'affiche étaient, entre autres, le groupe Tomte, les formations de hip-hop Deichkind et Fettes Brot, The Ting Tings et Television Personalities. Cette année, Daniel Richter parraine les projets artistiques. Selon un rapport du journal à sensation Hamburger Morgenpost, 10 000 visiteurs par jour sont enregistrés en 2008. D'autres rapports confirment le chiffre d'au moins 10 000 visiteurs,, et attestent des progrès réalisés par le festival depuis 2007 en termes de programmation et d'infrastructure,.
En 2009, le festival a lieu sur le même site que les années précédentes, du 14 au 16 août. Une fois de plus, il présente un mélange de musique d'un côté et d'œuvres d'artistes visuels de l'autre. Les têtes d'affiche de cette année sont MGMT, Turbonegro, The Whitest Boy Alive et les groupes allemands Kettcar et Element of Crime. Le Hamburger Abendblatt et le Norddeutscher Rundfunk font état de 15 000 visiteurs au deuxième jour du festival de cette année, ce qui permet au festival d'atteindre un record d'affluence, ce qui pose parfois des problèmes logistiques,.

### 2010–2019

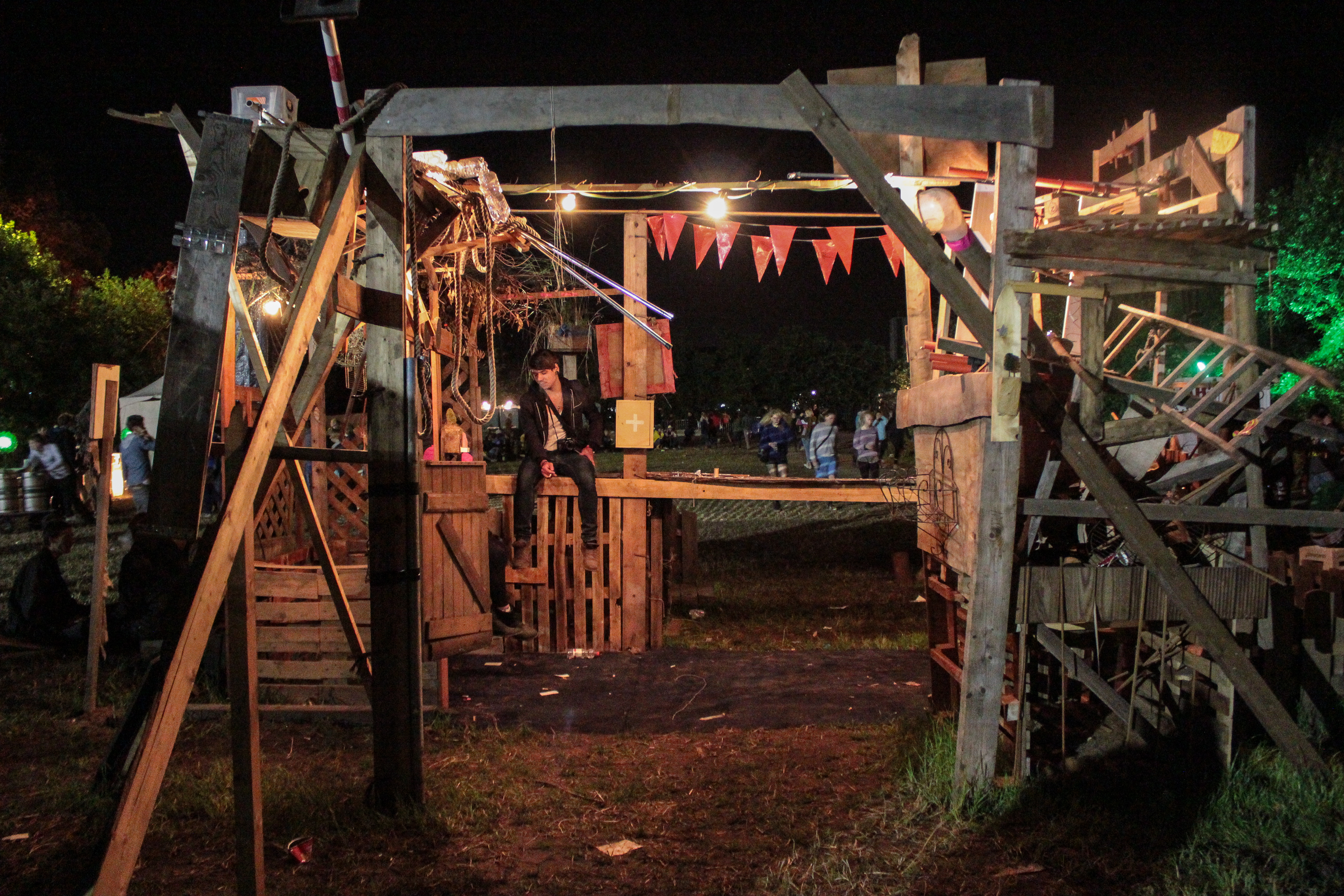
Installation, Anton Unai Born from Nothing, 2012.

En 2010, le MS Dockville a lieu du 13 au 15 août. Le festival accueille 111 groupes ou artistes, parmi lesquels Klaxons, Wir sind Helden, Jan Delay, Jamie T, Slime, Neu!, KIZ, The Drums, Jupiter Jones, Uffie, Portugal. The Man, We Were Promised Jetpacks, Frittenbude, Die Sterne, The Whip, Agnes Carlsson, Villagers et Die Vögel.
Le MS Dockville 2011 se déroule du 12 au 14 août. Certaines parties du site ne sont pas utilisées en raison de travaux de construction. Les halls utilisés l'année précédente ont également été démolis. Le MS Dockville a restructuré le site du festival, utilisant des tentes plus grandes pour le programme nocturne et d'autres surfaces pour les scènes. Le terrain de camping a été agrandi et a pu accueillir plus de 8 000 visiteurs. Au total, le festival a accueilli près de 20 000 visiteurs par jour. En raison des intempéries et des pluies incessantes des jours précédant le festival, les organisateurs et les invités rencontrent d'importants problèmes sur le site. Les visiteurs ont notamment critiqué les chemins non stabilisés, les installations sanitaires insuffisantes ainsi que les longues attentes à l'entrée du festival. La grande scène sous tente Maschinenraum est fermée par l'organisateur le vendredi en raison de problèmes de sécurité. Les groupes ont pour la plupart été déplacés sur des créneaux libres d'autres scènes. Les visiteurs ont toutefois critiqué le manque d'informations sur les reports et les annulations. Le samedi, la scène reprend ses activités, mais la tente a une capacité d'accueil réduite en raison d'une zone fermée. Après le festival, l'organisateur s'est excusé dans un communiqué de presse pour les inconvénients occasionnés.
En 2012, le MS Dockville se déroule du 10 au 12 août. Le festival MS-Dockville 2013 se déroule du 16 au 18 août. En 2013, Foals, Mac Miller, The Lumineers, Woodkid, Totally Enormous Extinct Dinosaurs, Kitty, Daisy and Lewis, Crystal Fighters, A-Trak, Baauer, Agnes Obel, DJ Koze, Wankelmut, Alle Farben et Die Orsons. Pour la coopération avec le festival Roskilde, 27 artistes et militants ont créé une « sculpture itinérante orientée vers le processus. » Le MS Dockville inaugure, à partir du 30 juin, la construction de la Church of Beers par Jeremy Wade et Miguel Gutierrez faite de canettes de bière vides. Après le festival, les canettes seront reconditionnées.
Le festival MS Dockville 2017 se déroule du 18 au 20 août. En 2017, Flume, Moderat, AnnenMayKantereit, Mighty Oaks, Sohn, Mura Masa, Glass Animals, Oh Wonder, King Krule, SSIO, Mount Kimbie, Tale of Us, James Vincent McMorrow et Von Wegen Lisbeth se sont notamment produits. L'édition 2018 du MS Dockville se déroule du 17 au 19 août où Bonobo, Alt-J, Faber, Olli Schulz, Cigarettes After Sex, Querbeat, Leoniden, Trettmann, Princess Nokia, Drunken Masters, Granada et Everything Everything se sont produits. En 2019, le MS Dockville a lieu du 16 au 18 août.

### Depuis 2020
En 2020, le MS Dockville est annulé et reporté au 13-15 août 2021 en raison de la pandémie de Covid-19.
En raison de la persistance de la pandémie de Covid-19, le festival ne peut de nouveau avoir lieu. Dans le cadre de l'été culturel de Hambourg, le MS Dockville ainsi que le MS Artville, Vogelball et le Spektrum Festival organisent le Fast ein Festival du 17 juillet au 22 août 2021. Dans le cadre de la série d'événements Fast ein Festival, le Zeitgleich Festival 2.0 a lieu le 7 août. À cette occasion, le MS Dockville, Rocken am Brocken et le Sound-of-Forest-Festival organisent, en collaboration avec arte, trois festivals décentralisés mais simultanés qui sont diffusés en direct. Dans le cadre de la réglementation en vigueur, certaines personnes ont toutefois pu participer aux festivals sur place. Pour le MS Dockville, les artistes Sofia Portanet, Rote Mütze Raphi, Jules Ahoi, L'Aupaire et AVEC se sont produits.